# Raphael Saadiq
Raphael Saadiq (prawdziwe imię i nazwisko Charles Ray Wiggins urodzony 14 maja 1966 w Oakland, Kalifornia) – amerykański piosenkarz, muzyk, pisarz tekstów, basista, gitarzysta i producent muzyczny. Wykonawca muzyki R&B, soul w jej rdzennym wydaniu, jest jej reprezentantem od wczesnych początków swej kariery. Karierę muzyczną Saadiq zaczynał jako członek grupy muzycznej Tony! Toni! Toné! Współpracował z takimi artystami jak Larry Graham, Babyface, Mary J. Blige, Whitney Houston, Stevie Wonder, Lionel Richie, Earth, Wind & Fire, i The Bee Gees.

## Wczesne lata
Saadiq rozpoczął swą drogę do kariery muzycznej od nauki gry na gitarze basowej już w szóstym roku życia, śpiewać zaczął trzy lata później w lokalnej grupie gospel "The Gospel Humminbirds". W 1984 roku na krótko przed swoimi 18 urodzinami artysta usłyszał o przesłuchaniu organizowanym w San Francisco przez Sheila E., która poszukiwała muzyków na trasę koncertową Prince'a "Prince's Parade Tour." Na potrzeby przesłuchania artysta przybrał imię "Raphael" i otrzymał prace w zespole jako gitarzysta basowy. Trasa koncertowa trwała dwa lata a koncerty odbywały się w największych halach widowiskowych na świecie. Było to pierwsze profesjonalne muzyczne doświadczenie artysty.

## Początki kariery muzycznej
Po powrocie z trasy koncertowej Prince'a, artysta postanowił skoncentrować się na własnej karierze muzycznej i jako Raphael Wiggins wraz ze swoim bratem Dwaynem Wigginsem i kuzynem Timothym Christianem założył grupę muzyczną Tony! Toni! Toné! stając się jej głównym wokalistą. Działalność zespołu przypada na lata 1987-1999 i podczas trwania kariery zespołu w połowie lat dziewięćdziesiątych artysta zmienił swoje nazwisko na Saadiq i po raz pierwszy jako Raphael Saadiq wydał swój solowy singiel zatytułowany "Ask of You" pochodzący ze ścieżki dźwiękowej do filmu " Higher Learning", który odniósł znaczący sukces na liście przebojów Billboard Hot 100. W tym czasie artysta pracował także jako wokalista i producent z Otis & Shug i EPMD.
W 1999 roku po rozpadzie grupy Tony! Toni! Toné! artysta wraz z Dawn Robinson (En Vogue) i Ali Shaheed Muhammad (A Tribe Called Quest), założył zespół Lucy Pearl który wydaje tylko jeden (imienny) album.
Do roku 2002 artysta z powodzeniem pracował jako producent muzyczny z takimi artystami jak D'Angelo, Q-tip, The Roots, Erykah Badu, Jill Scott, Angie Stone, Macy Gray, Joss Stone, John Legend, Snoop Dogg, Kelis, Ludacris, T-Boz, TLC, Ghostface Killah, Luniz, Ginuwine czy Jay-Z. Wraz z D'angelo był gościnnym członkiem grupy producenckiej The Ummah, która produkowała albumy takich artystów jak A Tribe Called Quest, Slum Village i Q-tip. 
Po dziś dzień Saadiq pozostaje aktywny jako producent muzyczny dbając o rozwój kariery także początkujących muzyków. Jest odpowiedzialny za dotychczasowy sukces amerykańskiej grupy Tha Boogie reprezentujących muzykę z pogranicza Hip-Hop i R&B.

## Kariera solowa
W roku 2002 po rozpadzie swojej drugiej grupy muzycznej Lucy Pearl, posiadający spore uznanie i doświadczenie jako producent muzyczny, Saadiq wydał swój pierwszy solowy album zatytułowany "Instant Vintage", który został ciepło przyjęty przez krytykę porównującą go do takich artystów jak Stevie Wonder, Marvin Gaye i Curtis Mayfield album zajął miejsce 6 na liście U.S. Billboard Top R&B/Hip-Hop Albums a w nagraniu albumu udział biorą D'Angelo, Calvin Richardson, Angie Stone i T-Boz.
Na trzecim albumie artysty wydanym w roku 2004 zatytułowanym "Ray, Ray" gościnnie pojawiają się Joi, Allie Baba, Teedra Moses i Babyface a utwór "Rifle Love" powstał we współpracy pierwotnych grup artysty Tony! Toni! Toné! i Lucy Pearl było to jak do tej pory ostatnie oficjalnie wydane nagranie obu grup.
W 2008 roku artysta wydał kolejny album zatytułowany "The Way I See It", w nagraniu którego udział wzięli The Infamous Young Spodie, The Rebirth Brass Band, Rocio Mendoza, CJ Hilton, Jay-Z, Joss Stone i Stevie Wonder. Dotychczasowy solowy dorobek artysty zamknął album z roku 2011 "Stone Rollin'" na którym gościnnie zaśpiewał Yukimi. Album zainspirowany muzyką takich artystów jak Ray Charles i Johnny Cash był jak na razie największym sukcesem artysty na światowych listach przebojów.

## Dyskografia
- Instant Vintage (2002)
- All Hits at the House of Blues (2003)
- Ray Ray (2004)
- The Way I See It (2008)
- Stone Rollin' (2011)[4]
- Jimmy Lee (2019)[8]

## Nagrody
- BET Awards
  - 2009, BET Centric Award (nominacja)
- Grammy Awards
  - 2011, Best Traditional R&B Performance "Good Man" (nominacja)
  - 2009, Best R&B Performance by a Duo or Group "Never Give You Up" (nominacja)
  - 2009, Best R&B Album The Way I See It (nominacja)
  - 2009, Best Traditional R&B Vocal Performance "Love That Girl" (nominacja)
  - 2007, Best Traditional R&B Vocal Performance "I Found My Everything" (nominacja)
  - 2005, Best R&B Performance by a Duo or Group "Show Me the Way" (nominacja)
  - 2003, Best Urban/Alternative Performance "Be Here" (nominacja)
  - 2003, Best R&B Song "Love of My Life (Ode to Hip-Hop)" (wygrana)
  - 2003, Best R&B Song "Be Here" (nominacja)
  - 2003, Best R&B Album Instant Vintage (nominacja)
  - 2003, Best Song Written for a Motion Picture of Television Special "Love of My Life (Ode to Hip-Hop)" (nominacja)
  - 1995, Best R&B Song "Anniversary" (nominacja)
- Soul Train Awards
  - 2011, Centric Award (wygrana)
  - 2009, Best Male R&B/Soul Artist (nominacja)